# Rudy Sarzo
Rudy Sarzo, właśc. Rodolfo Maximiliano Sarzo Lavieille Grande Ruiz Payret y Chaumont (ur. 18 listopada 1950 w Hawanie) – kubański muzyk, kompozytor i basista. Sarzo współpracował z takimi grupami muzycznymi i wykonawcami jak Quiet Riot, Yngwie Malmsteen, Ozzy Osbourne, Whitesnake, Manic Eden, Dio czy Blue Öyster Cult.

## Dyskografia
Ozzy Osbourne
- Speak of the Devil (1982)
- Tribute (1987)

Quiet Riot
- Metal Health (1983)
- Condition Critical (1984)
- Alive and Well (1999)
- Guilty Pleasures (2001)

Whitesnake
- Slip Of The Tongue (1989)
- Whitesnake’s Greatest Hits (1994)

Manic Eden
- Manic Eden (1994)

Dio
- Holy Diver – Live (2006)

## Filmografia
- "Hired Gun" (2016, film dokumentalny, reżyseria: Fran Strine)[5]